# Mikala
Mikala (hebrejski מיכל) bila je kraljica Izraela i Judeje, supruga kralja Davida. Opisana je u Bibliji.

## Životopis
Mikala je bila kći kralja Šaula, mlađa sestra princeze Merabe te sestra Jonatana, Malki-Šue, Abinadaba i Išbaala. Bila je zaljubljena u Davida dok još nije postao kralj. Šaul je to doznao te je smislio plan – dat će Mikalu Davidu za ženu, ali će tražiti da David ubije sto Filistejaca. Nadao se da će David poginuti.
David je čuo što mora učiniti te je pobio dvjesto ljudi. Šaul mu je morao dati Mikalu za ženu. Ona je bila strastveno zaljubljena te je Davidu spasila život - glasnici njezina oca dolazili su u Davidovu kuću, a Mikala je rekla Davidu da bježi, te je pobjegao kroz prozor. Zatim je uzela idol i stavila ga u krevet, a oko glave idola je stavila kozju dlaku. Kad su glasnici stigli, Mikala im je rekla da joj je muž bolestan. Dojavili su to svome kralju, koji ih je poslao natrag. Ovaj put su otkrili prijevaru. Šaul je bio razočaran svojom kćeri, koja mu je rekla da ju je David htio ubiti.
Šaul je Mikalu dao za ženu Paltiju (Paltielu). David je poslije Šaulove smrti poslao glasnike njegovu sinu Išbaalu s porukom da mu vrati Mikalu. Išbaal ju je uzeo, ali ju je Palti pratio plačući do Bahurima. Zatim se vratio kući. Mikala se tako vratila Davidu.
Tijekom prenošenja Božjeg kovčega u Jeruzalem, David je plesao s ostalim ljudima sav sretan. Mikala je to vidjela s prozora i zato ga prezrela, jer nije mogla vjerovati da se kralj može tako ponašati. Kad se David vratio da blagoslovi obitelj, Mikala mu je rekla što misli o njemu - da je prost, običan čovjek. David joj je odbrusio da će se poniziti koliko god treba pred svojim Bogom. Mikala je ostala bez poroda; nikada nije rodila djecu.